# RecCloud
RecCloudはWangxu Tech Ltdが開発した動画・音声処理の専門ソフトウェア。ウェブベースのオンライン録画ツールが最も有名であるが、現在はAIが導入され、AI文字起こし、AI動画字幕生成・翻訳、AI動画生成、AI動画/音声要約などのツールも搭載され、AI動画・音声処理サービスを提供するクロスプラットフォームのアプリケーションとなった。処理に使用可能なメディアファイルはローカルでもRecCloudのクラウド上でも可。
対応するOSは、オンラインツールはWindows・Mac OS・Linux・Android・iOSで、モバイルアプリはAndroid・iOS。
一方デスクトップ版はソフトウェア・RecCloud LightEditorで、Windowsのみの対応。Chrome用の拡張機能版も提供され、Chrome OSも利用可。

## 基本機能
- 録画・録音
- クラウドストレージ
- クラウド上の動画・音声の再生・共有・管理
- 動画・音声簡単編集（トリミング、クロップ、結合、速度変更）
- 動画GIF変換

## AI機能
- AI文字起こし[2]
- AIリアルタイム文字起こし
- AI動画・音声要約[3]
- AI動画生成
- AI字幕生成・翻訳
- AIテキスト読み上げ
- AIボーカルリムーバー